# Clifford Etienne
Clifford Etienne (ur. 9 marca 1970 w Lafayette) – amerykański bokser.

## Wczesne życie
Clifford Etienne urodził się i wychowywał w Lafayette w stanie Luizjana jako samozwańczy "kujon". Uczęszczał do St. Martinville High School w St. Martin Parish w stanie Luizjana, gdzie był wyróżniającym się zawodnikiem gridiron football na pozycji linebackera, rekrutowanym przez takie drużyny uczelniane jak m.in.: LSU Tigers, Nebraska Cornhuskers, Texas A&M Aggies, Oklahoma Sooners.
Jednak w 1988 roku świetnie zapowiadająca się kariera sportowa została przerwana w wyniku wyroku 40 lat więzienia za napad z bronią w ręku w centrum handlowym.
Podczas pobytu w więzieniu ważył 131 kg, zajął się boksem i zdobył w tej dyscyplinie mistrzostwa w więzieniu stanowym. Został członkiem więziennej drużyny bokserskiej „Gunslingers” w stanie Luizjana (miał wynik 30 zwycięstw na 30 walk). Zapisał się także na zajęcia na Southern University w Baton Rouge w stanie Luizjana, gdzie otrzymywał za naukę wysokie noty. W 1998 roku po 10 latach dostał zwolnienie warunkowe.

## Kariera
Clifford Etienne po wyjściu z więzienia rozpoczął karierę w boksie zawodowym.
Etienne został uznany przez magazyn The Ring za „Najbardziej ekscytującego zawodnika do obejrzenia 2000 roku wagi ciężkiej”, w dużej mierze dzięki walce 11 listopada 2000 roku z Lawrence’em Clayem Beyem w Mandalay Bay Resort and Casino w Las Vegas, która zakończyła się wygraną Etienne'a na punkty, choć był kontuzjowany w 2. i 7. rundzie (walka była powszechnie uznana za jedną z najlepszych walk wagi ciężkiej w 2000 roku). 6 maja 2000 roku wygrał na punkty z Lamonem Brewsterem w Mellon Arena w Pittsburgh.
Etienne podpisał z telewizją Showtime, po czym jego akcję zaczęły rosnąć, jednak po przegranej walce 23 marca 2001 roku w Texas Station Casino w Las Vegas po technicznym nokaucie w 8. rundzie z Fresem Oquendo szybko spadły.
Po odbudowaniu częściowo utraconej pozycji dzięki następnym zwycięstwom, został zakontraktowany na walkę z Mikiem Tysonem, która miała miejsce 22 lutego 2003 roku w The Pyramid w Memphis, która zakończyła się porażką Etienne'a poprzez nokaut w 49. sekundzie.
Na następną walkę czekał prawie rok, kiedy 7 lutego 2004 roku w Riehle Brothers Pavilion w Lafayette w stanie Indiana stoczył walkę z Shawnem Robinsonem, z którym wygrał poprzez nokaut w 4. rundzie.
21 stycznia 2005 roku w Reliant Center w Houston przegrał przez techniczny nokaut z Calvinem Brockiem w 3. rundzie.
Ostatnia walka Etienne'a miała miejsce 14 maja 2005 roku w niemieckim Oberfrankenhalle w Bayreuth z Rosjaninem Nikołajem Wałujewem (Bestia ze Wschodu) o pas WBA Intercontinental, z którym przegrał przez nokaut w 3. rundzie.

## Lista walk zawodowych
| Wynik      | Rekord | Przeciwnik        | Rozstrzygnięcie | Runda  | Data       | Miejsce                                          | Uwagi |
| ---------- | ------ | ----------------- | --------------- | ------ | ---------- | ------------------------------------------------ | --- |
| Przegrana  | 29–4–2 | Nikołaj Wałujew   | KO              | 3 (12) | 14.05.2005 | Oberfrankenhalle, Bayreuth                       | Walka o pas WBA Intercontinental. Etienne był dwukrotnie liczony w 3. rundzie.                                   |
| Przegrana  | 29–3–2 | Calvin Brock      | TKO             | 3 (10) | 21.01.2005 | Reliant Center, Houston                          | Etienne był liczony w 2. rundzie oraz dwukrotnie w 3. rundzie.                                                   |
| Zwycięstwo | 29–2–2 | Kenny Craven      | TKO             | 2 (10) | 27.11.2004 | Louisville Gardens, Louisville                   | Etienne był liczony w 1. rundzie. Kenny Craven nie był w stanie kontynuować walki z powodu rozcięcia lewego oka. |
| Zwycięstwo | 28–2–2 | Talmadge Griffis  | UD              | 10     | 09.06.2004 | City Center Pavilion, Reno                       | |
| Zwycięstwo | 27–2–2 | Onebo Maxime      | UD              | 8      | 27.05.2004 | Alario Center, Westwego                          | |
| Remis      | 26–2–2 | Gilbert Martinez  | PTS             | 8      | 27.03.2004 | Caesars Tahoe, Stateline                         | |
| Zwycięstwo | 26–2–1 | Mike Sheppard     | KO              | 2 (8)  | 21.02.2004 | Chapparells, Akron                               | |
| Zwycięstwo | 25–2–1 | Shawn Robinson    | TKO             | 4 (8)  | 07.02.2004 | Riehle Brothers Pavilion, Lafayette              | |
| Przegrana  | 24–2–1 | Mike Tyson        | KO              | 1 (10) | 22.02.2003 | The Pyramid, Memphis                             | |
| Remis      | 24–1–1 | Francois Botha    | PTS             | 10     | 27.07.2002 | New Orleans Arena, Nowy Orlean                   | Etienne był liczony w 5. i 6. rundzie.                                                                           |
| Zwycięstwo | 24–1   | Terrence Lewis    | UD              | 10     | 27.04.2002 | Mohegan Sun Casino, Uncasville                   | |
| Zwycięstwo | 23–1   | Gabe Brown        | TKO             | 7 (10) | 02.02.2002 | American Airlines Arena, Miami                   | |
| Zwycięstwo | 22–1   | Dan Ward          | TKO             | 2 (12) | 08.12.2001 | Grand Casino, Biloxi                             | Walka o pas IBA Americas.                                                                                        |
| Zwycięstwo | 21–1   | Ken Murphy        | KO              | 1 (10) | 31.08.2001 | Grand Casino, Gulfport                           | |
| Zwycięstwo | 20–1   | Arthur Weathers   | KO              | 1 (10) | 22.06.2001 | Grand Casino, Gulfport                           | |
| Przegrana  | 19–1   | Fres Oquendo      | TKO             | 8 (10) | 23.03.2001 | Texas Station Casino, Las Vegas                  | Fres Oquendo był liczony w 1., 2., 3., 7. i 8. rundzie.                                                          |
| Zwycięstwo | 19–0   | Lawrence Clay Bey | UD              | 10     | 11.11.2000 | Mandalay Bay Resort and Casino, Las Vegas        | Etienne był kontuzjowany pod koniec 2. i 7. rundy.                                                               |
| Zwycięstwo | 18–0   | Cliff Couser      | TKO             | 3 (10) | 09.09.2000 | Mountaineer Casino Racetrack and Resort, Chester | Walka o pas NABF.                                                                                                |
| Zwycięstwo | 17–0   | Joey Guy          | KO              | 3 (12) | 30.06.2000 | Baton Rouge                                      | Walka o pas IBA Continental.                                                                                     |
| Zwycięstwo | 16–0   | Lamon Brewster    | UD              | 10     | 06.05.2000 | Mellon Arena, Pittsburgh                         | Lamon Brewster zerwał więzadła w kolanie w 1. rundzie.                                                           |
| Zwycięstwo | 15–0   | Harold Sconiers   | UD              | 10     | 18.03.2000 | Baton Rouge                                      | |
| Zwycięstwo | 14–0   | James Jones       | TKO             | 2 (10) | 26.02.2000 | Grand Casino, Biloxi                             | Etienne był liczony w 1. rundzie.                                                                                |
| Zwycięstwo | 13–0   | Marvin Hunt       | TKO             | 1 (6)  | 28.01.2000 | The Ruins, Nowy Orlean                           | |
| Zwycięstwo | 12–0   | Dan Conway        | TKO             | 1 (4)  | 26.11.1999 | New Orleans Arena, Nowy Orlean                   | |
| Zwycięstwo | 11–0   | Darrell Morgan    | TKO             | 1 (4)  | 17.09.1999 | All American Sports Park, Las Vegas              | |
| Zwycięstwo | 10–0   | Clarence Goins    | KO              | 1      | 08.09.1999 | Treasure Chest Casino, Kenner                    | |
| Zwycięstwo | 9–0    | Abdul Muhaymin    | UD              | 8      | 20.08.1999 | Baton Rouge                                      | |
| Zwycięstwo | 8–0    | Eric Jackson      | KO              | 1 (8)  | 11.06.1999 | Casino Magic, Bay Saint Louis                    | |
| Zwycięstwo | 7–0    | Ronnie Smith      | KO              | 1      | 30.04.1999 | Marksville                                       | |
| Zwycięstwo | 6–0    | Larry Scott       | UD              | 6      | 15.04.1999 | Miccosukee Indian Gaming Resort, Miami           | |
| Zwycięstwo | 5–0    | Wesley Martin     | TKO             | 6 (6)  | 27.02.1999 | Baton Rouge                                      | |
| Zwycięstwo | 4–0    | Willie Kyles      | TKO             | 1 (6)  | 06.02.1999 | Casino Magic, Bay Saint Louis                    | |
| Zwycięstwo | 3–0    | Eddie Richardson  | UD              | 6      | 19.01.1999 | Municipal Auditorium, Nowy Orlean                | |
| Zwycięstwo | 2–0    | Curt Render       | TKO             | 1 (4)  | 11.12.1998 | Marksville                                       | |
| Zwycięstwo | 1–0    | John Randall      | KO              | 1 (4)  | 03.12.1998 | Casino Magic, Bay Saint Louis                    | |

## Działalność przestępcza i uwięzienie
11 sierpnia 2005 roku portal Fightnews.com poinformował o definitywnym zakończeniu kariery Etienne'a w następujący sposób:

Znany bokser wagi ciężkiej Clifford Etienne został aresztowany w środę w Baton Rouge w Luizjanie pod zarzutem napadu z bronią w ręku, porwania i usiłowania zabójstwa policjanta. Etienne rzekomo obrabował lokalną firmę, ukradł samochód z kobietą i jej dziećmi, a następnie wycelował broń w funkcjonariuszy policji. Jest przetrzymywany w więzieniu parafialnym East Baton Rouge z kaucją w wysokości 70 000 dolarów amerykańskich.

22 czerwca 2006 roku podczas procesu w Baton Rouge w stanie Luizjana został uznany winnym dokonania zarzucanych mu czynów i skazany na 150 lat więzienia bez możliwości zwolnienia warunkowego, jednak w kwietniu 2013 roku ze względu na tzw. "techniczność" wyrok został skrócony do 105 lat więzienia.
Podczas pobytu w więzieniu został malarzem, malującym dzieła sztuki w więzieniu, a we wrześniu 2015 roku dostał pracę fryzjera.